# District de Huangzhou
Le district de Huangzhou (chinois simplifié : 黄州区 ; pinyin : huángzhōu qū) est une subdivision administrative de la province du Hubei en Chine. Il est placé sous la juridiction de la ville-préfecture de Huanggang.
C'est de ce district qu'est originaire le Dōngpō ròu (东坡肉, Porc à la façon de Dōngpō), bien que la version la plus connue soit celle de Hángzhōu (杭州), dans la province du Zhèjiāng (浙江). C'est en effet dans cette ville que Su Dongpo crée sa recette à partir d'un plat local. Il y écrit également son célèbre poème, « La Falaise rouge ».